# Trofeo de Campeones de la Liga Profesional 2024 (reserva)
El Trofeo de Campeones de la Liga Profesional 2024 o Trofeo de Campeones de la Reserva 2024 fue la cuarta edición de esta competición organizada por la Asociación del Fútbol Argentino. Se enfrentaron Vélez Sarsfield, campeón de la Copa Proyección "Inicial" 2024, y River Plate, campeón de la Copa Proyección "Final" 2024. El partido se jugó el 17 de diciembre.

## Equipos clasificados
| Vélez Sarsfield | Campeón de la Copa Proyección "Inicial" 2024 |
| River Plate     | Campeón de la Copa Proyección "Final" 2024   |

## Partido
| 17 de diciembre de 2024 | Vélez Sarsfield                               | 1:1 (1:1, 0:1) (t. s.)(3:4 p.) | River Plate                                | Estadio Ciudad de Vicente López, Vicente López |                          |
| 20:00                   | Montoro 48'                                   |                                | Nasif 26'                                  | Árbitro(s): Ulises López                       | Árbitro(s): Ulises López |
|                         |                                               | Tiros desde el punto penal     |                                            |                                                |                          |
|                         | Gordon · Andrada · Camargo · Porcel · Silvero |                                | Costantini · Obregón · Luna · Jaime · Meza |                                                |                          |

|                                 |
|                                 |
| Campeón River Plate 1.er título |